# Marbella
Marbella és un municipi andalús de la província de Màlaga. Limita al nord amb els municipis d'Istán i Ojén, al nord-oest amb Benahavís, a l'oest amb Estepona i a l'est amb Mijas.

## Demografia
| Població | 4.820 | 6.564  | 8.811  | 9.629  | 10.286 | 9.704  | 9.301   | 8.982   |
|          | 1950  | 1960   | 1970   | 1981   | 1991   | 1996   | 2001    | 2006    |
| Població | 9.921 | 12.069 | 33.203 | 67.822 | 84.410 | 98.823 | 110.847 | 125.519 |

## Història i política
En el terme municipal s'han trobat restes que testifiquen que ja va estar habitat des del Paleolític i en el Neolític. En l'època romana, el que avui coneixem com Nucli antic, probablement correspongui amb la ciutat de Salduba.
Durant l'època islàmica, els musulmans van construir, en el segle x, un castell i que protegia la ciutat. El nom actual pot derivar del nom que els àrabs li van donar: Marbil-la, que al seu torn, conforme a estudis lingüístics recents, deriva d'un topònim ibèric anterior. El 8 de juny de 1485 la ciutat capitulà i Ferran el Catòlic hi va entrar el dia 15.
Durant el període de la II República, Marbella va experimentar importants transformacions socials, motivades per la forta mobilització política i social, que es van veure truncades per l'esclat de la guerra civil i la posterior repressió exercida pel règim franquista. Marbella va passar, amb ajuda de la intervenció de feixistes italians, de ser governada per unes autoritats democràtiques progressistes i un alt índex de sindicació, majoritàriament de la CNT, a ser un refugi de destacats dirigents nazis com Léon Degrelle i Wolfgang Jugler i un lloc predilecte per a l'oci i el negoci de nombroses personalitats falangistes com José Antonio Girón de Velasco i Josep Banús, amics personals del dictador i grans especuladors immobiliaris, responsables del gran desenvolupament urbanístic que sofreix Marbella des dels anys 60. En aquest procés d'expansió urbanística i saqueig participaren no només persones fins llavors alienes a la localitat, com els citats, sinó també les autoritats locals franquistes i dirigents locals del partit únic, una vegada eliminada físicament de manera pràcticament absoluta l'oposició democràtica.
Després de les primeres eleccions municipals democràtiques després de l'aprovació de la Constitució Espanyola de 1978, i fins al 1991, tots els alcaldes de Marbella van ser del PSOE. Un d'ells, Alfonso Cañas, va demanar a la Fiscalia Anticorrupció que investigués l'enriquiment dels regidors de les dues primeres corporacions, inclosos els socialistes. També va denunciar al llavors president del govern, Felipe González, la corrupció que destacats personatges socialistes practicaven a Marbella, però no va ser escoltat. Va dir tenir una llista de personalitats rellevants del socialisme espanyol que li havien proposat operacions urbanístiques dubtoses, però ni tan sols la direcció andalusa del PSOE li va fer cas.

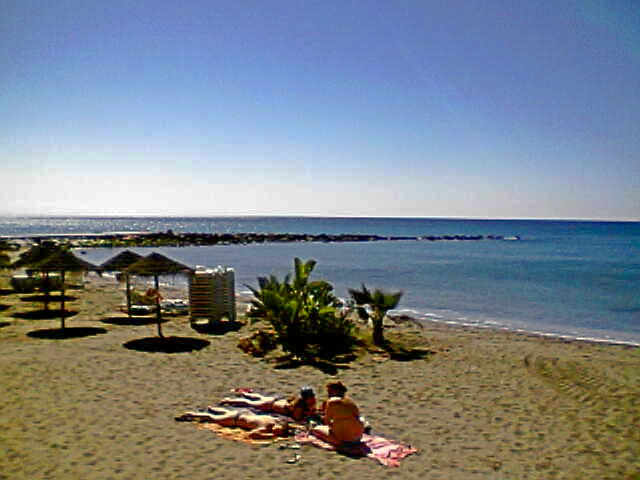
Platja en Marbella

Governada pel GIL, al capdavant del qual es trobava Jesús Gil y Gil, entre 1991 i 2002, després d'una arribada al poder i subsegüent permanència mitjançant mètodes bastant polèmics, el seu peculiar estil de govern es va caracteritzar per un urbanisme a la carta, especulatiu i depredador amb el medi, així com sospitós de corrupció urbanística. Actualment el terme "urbanisme marbellí" és sinònim de corrupció urbanística. Després de Jesús Gil, el càrrec d'alcalde va ser ocupat per Julián Muñoz, expulsat del seu càrrec per una moció de censura, després de cessar a Juan Antonio Roca, assessor d'urbanisme de Marbella. En l'actualitat Julián Muñoz acumula un centenar de causes judicials pendents en l'Audiència de Marbella.
El 2003, després de la moció de censura que va expulsar a Julián Muñoz, el càrrec va ser ostentat per Marisol Yagüe, qui també es troba des del 2006 processada judicialment. L’any 2006, després de ser detinguts sota acusacions de corrupció l'alcaldessa i altres membres de l'Ajuntament de la Ciutat, el ple del Senat Espanyol va aprovar per unanimitat l'informe de la Comissió General de Comunitats Autònomes decretant la dissolució de l'Ajuntament de la Ciutat, cas insòlit i mai abans esdevingut a l'Espanya moderna, malgrat que Izquierda Unida venia demanant aquesta mesura de manera sistemàtica durant l'última dècada, principalment en el Parlament d'Andalusia a través del seu portaveu Antonio Romero, sense rebre el suport dels successius Governs centrals (el govern espanyol és l'òrgan amb competències per a dissoldre un ajuntament) del PSOE i el PP. La investigació es coneix com a Cas Malaya i s'ha saldat amb 24 detinguts (inclosa la llavors alcaldessa de Marbella, Marisol Yagüe) i la confiscació de béns per valor de 2.400 milions d'euros. El llegat de destrucció ambiental i de massificació a Marbella a principis de 2006 té un clar exponent en la xifra de 30.000 habitatges il·legals construïts al terme municipal. Tots ells afavorides per la Junta d'Andalusia i el govern espanyol que va abandonar i no va fer cap inversió en la ciutat durant 15 anys. D’aquí ve la falta d’infractuctures educatives i sanitàries que obstenta la ciutat. Actualment, i per primera vegada en el consistori marbellí, governa el Partit Popular

## Ciutats agermanades
- Nevers (França)
- Nabeul (Tunísia)
- Reading (Anglaterra)
- Roma (Itàlia)
- Londres (Anglaterra)
- Oxford (Anglaterra)
- Lió (França)